# Мешедіісмаїлли
Мешедіісмаїлли (азерб. Məşədiismayıllı) — село в Зангеланському районі Азербайджану.
Село розташовано на лівому березі річки Цав (притока Аракса), за 8 км на південний захід від міста Ковсакан, за 5 км на південний схід від села Каратак, за 9 км на північний схід від села Неркін Анд (сусідній марз Сюнік) та за 11 км на північний захід від села Вордуак. До складу сільради входить також село Арцахамайр.
4 листопада в ході Другої Карабаської війни було звільнене Збройними силами Азребайджану..